# Antocha (Orimargula) pedekiboana
Antocha (Orimargula) pedekiboana is een tweevleugelige uit de familie steltmuggen (Limoniidae). De soort komt voor in het Afrotropisch gebied.